# Acacia cerastes
Acacia cerastes är en ärtväxtart som beskrevs av Bruce R. Maslin. Acacia cerastes ingår i släktet akacior, och familjen ärtväxter. Inga underarter finns listade i Catalogue of Life.